# Kuvempu

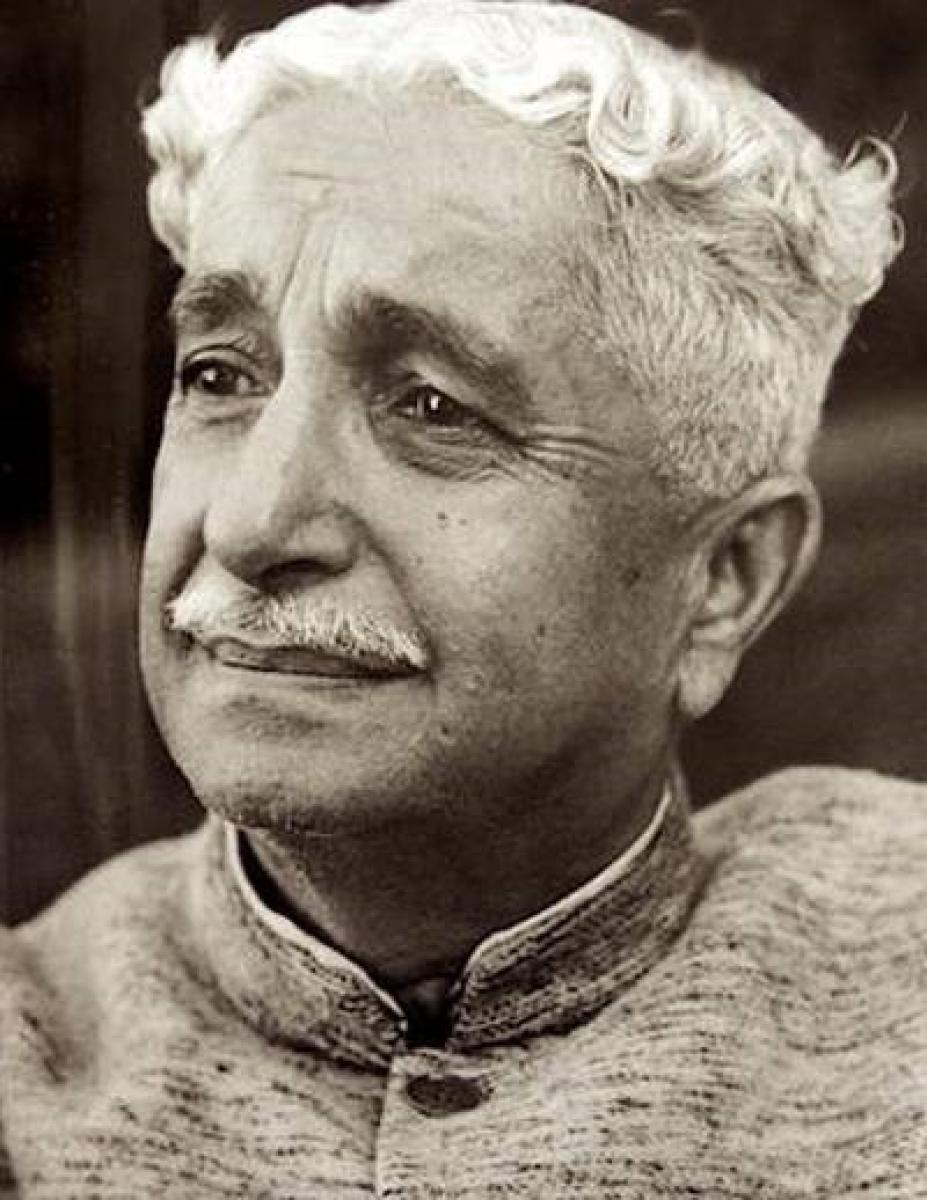
Kuvempu

Kuppali Venkatappa Puttappa (Kannada ಕುಪ್ಪಳಿ ವೆಂಕಟಪ್ಪ ಪುಟ್ಟಪ್ಪ; 29. Dezember 1904 in Kuppalli, Karnataka – 1. November 1994 ebenda), bekannt unter seinem Künstlernamen Kuvempu, war ein indischer Dichter, Schriftsteller, Dramatiker, Kritiker und Philosoph. Er gilt als einer der bedeutendsten Schriftsteller des 20. Jahrhunderts in der Sprache Kannada und erhielt zahlreiche Ehrungen, darunter den Jnanpith Award, den Padma Vibhushan und die Titel Rashtrakavi und Karnataka Ratna.

## Leben
Kuvempu wurde 1904 im Dorf Kuppalli im Distrikt Shimoga geboren. Seine frühe schulische Bildung erhielt er zunächst zu Hause durch einen Lehrer aus Dakshina Kannada, bevor er eine Anglo-Vernacular-Schule in Tirthahalli besuchte. Danach setzte er seine Ausbildung am Wesleyan High School in Mysore fort. Er studierte anschließend am Maharaja College in Mysore und schloss sein Studium im Jahr 1929 mit einem Abschluss in Kannada ab.
Während seines Studiums zeigte er großes Interesse an englischer Literatur und verfasste zunächst Gedichte auf Englisch. Auf Anregung des irischen Schriftstellers James Cousins begann er jedoch, sich ganz auf seine Muttersprache Kannada zu konzentrieren.
Im Jahr 1929 begann Kuvempu seine akademische Laufbahn als Dozent für Kannada in Mysore, wechselte 1936 als Assistenzprofessor zum Central College Bangalore und wurde 1955 Leiter des Maharaja College. 1956 übernahm er als erster Absolvent der Universität Mysore das Amt des Vizekanzlers und blieb bis zu seiner Pensionierung 1960 in dieser Position.
Kuvempu verstarb 1994 im Alter von 89 Jahren.

## Wirken
Kuvempu ist zweifelsohne einer der bedeutendsten Kannada-Autoren des 20. Jahrhunderts. Seine literarischen Werke umfassen Gedichte, Romane, Dramen und Essays, die insbesondere durch seine Naturverbundenheit und humanistische Weltanschauung geprägt sind. Kuvempu befasste sich zudem mit sozialen Missständen, kritisierte etwa das indische Kastensystem und religiöse Rituale, und forderte gesellschaftliche Reformen.
Zu seinen bedeutendsten Werken gehört das Epos Sri Ramayana Darshanam, eine moderne Interpretation des Ramayana, für das er 1967 als erster Kannada-Autor den Jnanpith Award erhielt. Dieses Werk gilt als Meilenstein in der Wiederbelebung der epischen Dichtung (Mahakavya) in der Kannada-Literatur.
Kuvempu verfasste überdies bekannte sozialkritische Dramen wie Shudra Tapaswi („Der unberührbare Heilige“), in denen er seine Ablehnung des Kastensystems und religiöser Diskriminierung zum Ausdruck brachte.
Neben seinem literarischen Wirken setzte Kuvempu wesentliche Akzente im Bereich der Bildungspolitik. Als Vizekanzler der Universität Mysore leitete er die Verwendung von Kannada als Unterrichtssprache ein und gründete das Kannada Adhyayana Samsthe („Institut für Kannada-Studien“).
Für seine Verdienste um die Literatur und Kultur Indiens erhielt Kuvempu zahlreiche Auszeichnungen, darunter den Padma Vibhushan (1988), den Ehrentitel Rashtrakavi („Nationaldichter“, 1958) und Karnataka Ratna („Juwel Karnatakas“, 1992).
Kuvempu hinterließ ein umfangreiches Erbe, das die Kannada-Literatur nachhaltig prägte und seine visionäre Sichtweise einer gleichberechtigten, naturverbundenen und humanistischen Gesellschaft zum Ausdruck bringt.